# 第6回スーパーボウル
第6回スーパーボウル（Super Bowl VI）は1972年1月16日にルイジアナ州ニューオーリンズのテュレーン・スタジアムで開催された試合。NFCチャンピオンであるダラス・カウボーイズとAFCチャンピオンであるマイアミ・ドルフィンズの対戦。カウボーイズがドルフィンズを24-3で破って、初のスーパーボウル制覇を果たした。
カウボーイズは、2度目のスーパーボウル出場であった。これまで第5回スーパーボウル、1970年のAFLとNFLの統合前の1966年、1967年のNFLチャンピオンシップゲームでも勝利を逃していた。1971年シーズンを11勝3敗で終えたチームは、プレーオフでミネソタ・バイキングス、サンフランシスコ・フォーティナイナーズを破った。ドルフィンズはレギュラーシーズン最後の8試合を全勝で、10勝3敗1分でシーズンを終えた。プレーオフではカンザスシティ・チーフス、ボルチモア・コルツを破った。
カウボーイズはラン攻撃で252ヤード、ファーストダウン獲得回数23回、失点3などのスーパーボウル記録を作り、試合を支配した。前半終了時点では、カウボーイズが10-3でリードと僅差のゲームであったが、カウボーイズは第3Q最初に8プレー71ヤードのTDドライブを完成、第4Qにはチャック・ハウリーがインターセプトから41ヤードのリターンをしたチャンスを得点につなげた。ストーバックは、パス19回中12回成功、119ヤード、2TD、5回のランで18ヤードを獲得し、MVPに選ばれた。
開催地周辺でテレビ放送がブラックアウトされた最後のスーパーボウルである。当時は地元チームがスーパーボウルに出場してかつ、チケットが売り切れとならない場合、ブラックアウトされることとなっていた。翌年ルール改正が行われ、試合開始72時間前までにチケットが売り切れれば、地元テレビでの放送が可能となった。

## 背景
1971年3月23日にフロリダ州パームビーチで行われたオーナー会議でニューオーリンズでの開催が決定した。

### ダラス・カウボーイズ
NFLチャンピオンシップゲームや、第5回スーパーボウルに敗れたチームは大試合に勝てないと評された、来年のチャンピオンといった評判がなされた。第5回スーパーボウルの敗戦でそうした評判はさらに高まった。カウボーイズではストーバックとクレイグ・モートンのどちらを先発QBとするべきか論争が起きた。第7週のシカゴ・ベアーズ戦では1プレーごとにモートンとストーバックがQBを務めた。シーズン前半を4勝3敗で折り返したチームはスーパーボウル開催地となるチューレーン・スタジアムを本拠地にしたニューオーリンズ・セインツにも14-24で敗れた。トム・ランドリーヘッドコーチは、シーズン後半ストーバックを先発QBに指名、後半7試合を全勝し、11勝3敗でシーズンを終えた。
ストーバックはNFLトップのQBレイティング101.8をマーク、1882ヤードを投げて15TDに対してわずか4INTでシーズンを終えた。彼はランでも活躍し、41回のランで343ヤード、2TDをあげた。ウォルト・ギャリソン、ドウェイン・トーマス、カルビン・ヒルの3人のRBは、合計1690ヤードを走り、14TDをあげた。ギャリソンがチームトップの40回のレシーブをあげた。WRボブ・ヘイズ、ランス・アルワースがディープスリートとして起用され、合計69回のレシーブで1327ヤード、10TDをあげた。オフェンスの活躍の裏には、オールプロのTレイフィールド・ライト、プロボウラーのジョン・ニーランド、ラルフ・ニーリー、後にプロフットボール殿堂入りを果たすフォレスト・グレッグらオフェンスラインの存在があった。ニーリーが11月に脚を骨折した際は、当初グレッグがその後、引退していたトニー・リスシオが代役を務めた。
ドゥームズデイディフェンスと呼ばれたディフェンスは、スーパーボウル前の14Qにわずか1TDしか許さなかった。ディフェンシブラインはプロボウラーのボブ・リリーに率いられ相手QBへプレッシャーを与えたり、ラン攻撃を食い止めた。ラインバッカーには優れた3人の選手がおり、プロボウラーのチャック・ハウリーが5インターセプト、デイブ・エドワーズ、リー・ロイ・ジョーダンがそれぞれ2インターセプトをあげた。セカンダリーには後に殿堂入りする2人の選手がおり、CBハーブ・アダリーが6インターセプト、メル・レンフロが4インターセプトをあげ、Sクリフ・ハリス、プロボウラーのコーネル・グリーンが合計4インターセプトをあげた。またウィークサイドLBにはD・D・ルイスの存在もあった。

### マイアミ・ドルフィンズ
ドルフィンズの攻撃は、ラリー・ゾンカ、ジム・キイクによるリーグトップのラン攻撃が中心であった。ゾンカは1051ヤード（平均5ヤード）を走り7TDをあげた。キイクは738ヤードを走り3TD、レシーブでも40回で338ヤードを獲得した。彼らはレギュラーシーズン中、合計で1回しかファンブルしなかった。パス攻撃でもQBボブ・グリーシーが145回のパスを成功、2089ヤード、19TD、9INTで、AFCトップの成績を残した。グリーシーの好むパスターゲットは、WRポール・ウォーフィールドで、43回のレシーブで996ヤード（平均23.2ヤード）、NFLトップの11TDをあげた。ドルフィンズもガードのラリー・リトルら優れたオフェンスラインを持っており、ラン攻撃で相手守備に穴を開けたり、グリーシーのパスプロテクションで活躍した。
守備が8連勝を含む10勝3敗1分でシーズンを終えた大きな要因となっており、後に殿堂入りするニック・ブオニコンティがその中心であった。またSジェイク・スコットが7インターセプトをあげた。

### プレーオフ
前年までドルフィンズはプレーオフで1勝もあげたことがなかった。彼らはプレーオフでスーパーボウルチャンピオンとなった2チームを破り、スーパーボウル出場を果たした。
ディビジョナルプレーオフでは第4回スーパーボウル優勝のカンザスシティ・チーフスと対戦、ダブルオーバータイムの末、ガロ・イェプレミアンの決勝FGで、試合時間88分40秒というプロフットボール史上最長の試合となった試合に27-24で勝利した。AFCチャンピオンシップゲームでは、ディック・アンダーソンがジョニー・ユナイタスから3インターセプトをあげ、その内1回は62ヤードのリターンTDをあげ、チームは21-0で完封勝利した。
カウボーイズはミネソタ・バイキングスを20-12、NFCチャンピオンシップゲームでサンフランシスコ・フォーティナイナーズを14-3で破った。プレーオフ2試合で1TDしか許さなかった。

### ゲーム開始前の話題
AFCチャンピオンシップゲームに勝利した直後、ドルフィンズのシュラヘッドコーチの元に、リチャード・ニクソン大統領から電話がかかり、ウォーフィールドへのパスプレーを大統領が提案した（このプレーは第1Qに使われたが、メル・レンフロにより阻まれた。）。
ドルフィンズの守備陣について、質問を受けたトム・ランドリーは、1人の選手名も思い出せないが心配していると語った。このときのランドリーの発言がきっかけに、ドルフィンズの守備陣は後に「ノーネームディフェンス」と呼ばれるようになったと見なされている。実際にノーネームディフェンスという言葉を初めて用いたのはドルフィンズのディフェンスコーディネーターのビル・アーンスパーガーで、AFCチャンピオンシップゲームでコルツを破った後に、その言葉を用いた。
ランドリーコーチとカウボーイズの選手たちは勝利に自信を持っており、負けるとは思っていないと報道された。
メディアデーに、ドウェイン・トーマスはすべての質問に対して黙秘を通した。ストーバックは後にトーマスがメディア対応をきちんとしていたらMVPに選ばれていただろうと語った。トーマスはレギュラーシーズン中からメディアを避けていた。
ドルフィンズのSジェイク・スコットは、左手を骨折したまま試合に臨んだ。スーパーボウルの試合中に彼は右手首を骨折し退場した。
当初予定ではこの試合がチューレーン・スタジアムで行われる最後の公式戦で、1972年よりルイジアナ・スーパードームで公式戦が行われる予定であったが、新スタジアムの建設は遅れた。スーパーボウルの5ヶ月前、1971年8月11日にスーパードームの完成は1975年8月以降となるため、第9回スーパーボウルもチューレーン・スタジアムで行われることとなった。その試合が同スタジアムでのNFL最後の試合となり、スタジアムは1979年終わりに解体された。
キックオフ時の気温は華氏39度であり、屋外で行われたスーパーボウルでは最も低い気温の中で行われた試合となっている。

## 試合経過
| \| 開始 \| 開始 \| 開始 \| ボール保持 \| ドライブ \| ドライブ \| TOP \| 結果 \| 得点内容 \| 得点内容 \| 得点内容 \| 得点 \| 得点 \| \| Q \| 時間 \| 地点 \| ボール保持 \| P \| yd \| TOP \| 結果 \| yd \| 得点者 \| PAT \| カウボーイズ \| ドルフィンズ \| \| ------------------------------------------------------------------------------------------------------------------------------- \| ------------------------------------------------------------------------------------------------------------------------------- \| ------------------------------------------------------------------------------------------------------------------------------- \| ------------------------------------------------------------------------------------------------------------------------------- \| ------------------------------------------------------------------------------------------------------------------------------- \| ------------------------------------------------------------------------------------------------------------------------------- \| ------------------------------------------------------------------------------------------------------------------------------- \| ------------------------------------------------------------------------------------------------------------------------------- \| ------------------------------------------------------------------------------------------------------------------------------- \| ------------------------------------------------------------------------------------------------------------------------------- \| ------------------------------------------------------------------------------------------------------------------------------- \| ------------ \| ------------ \| \| 1 \| 15:00 \| 自陣26 \| ドルフィンズ \| 3 \| 7 \| 2:01 \| パント \| — \| — \| — \| — \| — \| \| 1 \| 12:59 \| 自陣21 \| カウボーイズ \| 5 \| 8 \| 2:43 \| パント \| — \| — \| — \| — \| — \| \| 1 \| 10:16 \| 自陣42 \| ドルフィンズ \| 2 \| 0 \| 1:05 \| ファンブルロスト \| — \| — \| — \| — \| — \| \| 1 \| 9:11 \| 自陣48 \| カウボーイズ \| 11 \| 50 \| 7:48 \| フィールドゴール成功 \| 9 \| Clark \| — \| 3 \| 0 \| \| 1-2 \| 1:23 \| 自陣37 \| ドルフィンズ \| 3 \| -28 \| 1:39 \| パント \| — \| — \| — \| — \| — \| \| 2 \| 14:44 \| 自陣46 \| カウボーイズ \| 5 \| 14 \| 2:41 \| パント \| — \| — \| — \| — \| — \| \| 2 \| 12:03 \| 自陣20 \| ドルフィンズ \| 6 \| 38 \| 2:00 \| 49ydフィールドゴール失敗 \| — \| — \| — \| — \| — \| \| 2 \| 10:03 \| 自陣20 \| カウボーイズ \| 5 \| 29 \| 2:48 \| パント \| — \| — \| — \| — \| — \| \| 2 \| 7:15 \| 自陣27 \| ドルフィンズ \| 3 \| 8 \| 1:00 \| パント \| — \| — \| — \| — \| — \| \| 2 \| 6:15 \| 自陣24 \| カウボーイズ \| 10 \| 76 \| 5:00 \| タッチダウン（パス） \| 7 \| ストーバック→アルワース \| キック成功 \| 10 \| 0 \| \| 2 \| 1:15 \| 自陣32 \| ドルフィンズ \| 4 \| 44 \| 1:11 \| フィールドゴール成功 \| 31 \| Yepremian \| — \| 10 \| 3 \| \| 2 \| 0:04 \| \| カウボーイズ \| \| \| 0:04 \| 前半終了 \| — \| — \| — \| — \| — \| \| 前半終了 \| \| \| \| \| \| \| \| \| \| \| \| \| \| 3 \| 15:00 \| 自陣29 \| カウボーイズ \| 8 \| 71 \| 5:17 \| タッチダウン（ラン） \| 3 \| D.Thomas \| キック成功 \| 17 \| 3 \| \| 3 \| 9:43 \| 自陣37 \| ドルフィンズ \| 3 \| 5 \| 2:19 \| パント \| — \| — \| — \| — \| — \| \| 3 \| 7:24 \| 自陣26 \| カウボーイズ \| 6 \| 7 \| 3:39 \| パント \| — \| — \| — \| — \| — \| \| 3 \| 3:45 \| 自陣42 \| ドルフィンズ \| 3 \| 0 \| 0:35 \| パント \| — \| — \| — \| — \| — \| \| 3 \| 3:10 \| 自陣21 \| カウボーイズ \| 3 \| 4 \| 1:34 \| パント \| — \| — \| — \| — \| — \| \| 3-4 \| 1:36 \| 自陣28 \| ドルフィンズ \| 6 \| 21 \| 4:01 \| インターセプト \| — \| — \| — \| — \| — \| \| 4 \| 12:35 \| 敵陣9 \| カウボーイズ \| 3 \| 9 \| 0:53 \| タッチダウン（パス） \| 7 \| Staubach→Ditka \| キック成功 \| 24 \| 3 \| \| 4 \| 11:42 \| 自陣23 \| ドルフィンズ \| 6 \| 61 \| 3:09 \| ファンブルロスト \| — \| — \| — \| — \| — \| \| 4 \| 8:33 \| 自陣20 \| カウボーイズ \| 12 \| 79 \| 6:45 \| ファンブルロスト \| — \| — \| — \| — \| — \| \| 4 \| 1:48 \| 自陣4 \| ドルフィンズ \| 4 \| 20 \| 1:48 \| 試合終了 \| — \| — \| — \| — \| — \| \| P=プレー数、TOP=タイム・オブ・ポゼッション、PAT=ポイント・アフター・タッチダウン。 アメリカンフットボールの用語集 (en) も参照。 \| P=プレー数、TOP=タイム・オブ・ポゼッション、PAT=ポイント・アフター・タッチダウン。 アメリカンフットボールの用語集 (en) も参照。 \| P=プレー数、TOP=タイム・オブ・ポゼッション、PAT=ポイント・アフター・タッチダウン。 アメリカンフットボールの用語集 (en) も参照。 \| P=プレー数、TOP=タイム・オブ・ポゼッション、PAT=ポイント・アフター・タッチダウン。 アメリカンフットボールの用語集 (en) も参照。 \| P=プレー数、TOP=タイム・オブ・ポゼッション、PAT=ポイント・アフター・タッチダウン。 アメリカンフットボールの用語集 (en) も参照。 \| P=プレー数、TOP=タイム・オブ・ポゼッション、PAT=ポイント・アフター・タッチダウン。 アメリカンフットボールの用語集 (en) も参照。 \| P=プレー数、TOP=タイム・オブ・ポゼッション、PAT=ポイント・アフター・タッチダウン。 アメリカンフットボールの用語集 (en) も参照。 \| P=プレー数、TOP=タイム・オブ・ポゼッション、PAT=ポイント・アフター・タッチダウン。 アメリカンフットボールの用語集 (en) も参照。 \| P=プレー数、TOP=タイム・オブ・ポゼッション、PAT=ポイント・アフター・タッチダウン。 アメリカンフットボールの用語集 (en) も参照。 \| P=プレー数、TOP=タイム・オブ・ポゼッション、PAT=ポイント・アフター・タッチダウン。 アメリカンフットボールの用語集 (en) も参照。 \| P=プレー数、TOP=タイム・オブ・ポゼッション、PAT=ポイント・アフター・タッチダウン。 アメリカンフットボールの用語集 (en) も参照。 \| 24 \| 3 \| | | | | | | | | | | |              |              |
| 開始 | 開始 | 開始 | ボール保持 | ドライブ | ドライブ | TOP | 結果 | 得点内容 | 得点内容 | 得点内容 | 得点         | 得点         |
| Q | 時間 | 地点 | ボール保持 | P | yd | TOP | 結果 | yd | 得点者 | PAT | カウボーイズ | ドルフィンズ |
| 1 | 15:00 | 自陣26 | ドルフィンズ | 3 | 7 | 2:01 | パント | — | — | — | —            | —            |
| 1 | 12:59 | 自陣21 | カウボーイズ | 5 | 8 | 2:43 | パント | — | — | — | —            | —            |
| 1 | 10:16 | 自陣42 | ドルフィンズ | 2 | 0 | 1:05 | ファンブルロスト | — | — | — | —            | —            |
| 1 | 9:11 | 自陣48 | カウボーイズ | 11 | 50 | 7:48 | フィールドゴール成功 | 9 | Clark | — | 3            | 0            |
| 1-2 | 1:23 | 自陣37 | ドルフィンズ | 3 | -28 | 1:39 | パント | — | — | — | —            | —            |
| 2 | 14:44 | 自陣46 | カウボーイズ | 5 | 14 | 2:41 | パント | — | — | — | —            | —            |
| 2 | 12:03 | 自陣20 | ドルフィンズ | 6 | 38 | 2:00 | 49ydフィールドゴール失敗 | — | — | — | —            | —            |
| 2 | 10:03 | 自陣20 | カウボーイズ | 5 | 29 | 2:48 | パント | — | — | — | —            | —            |
| 2 | 7:15 | 自陣27 | ドルフィンズ | 3 | 8 | 1:00 | パント | — | — | — | —            | —            |
| 2 | 6:15 | 自陣24 | カウボーイズ | 10 | 76 | 5:00 | タッチダウン（パス） | 7 | ストーバック→アルワース | キック成功 | 10           | 0            |
| 2 | 1:15 | 自陣32 | ドルフィンズ | 4 | 44 | 1:11 | フィールドゴール成功 | 31 | Yepremian | — | 10           | 3            |
| 2 | 0:04 | | カウボーイズ | | | 0:04 | 前半終了 | — | — | — | —            | —            |
| 前半終了 | | | | | | | | | | |              |              |
| 3 | 15:00 | 自陣29 | カウボーイズ | 8 | 71 | 5:17 | タッチダウン（ラン） | 3 | D.Thomas | キック成功 | 17           | 3            |
| 3 | 9:43 | 自陣37 | ドルフィンズ | 3 | 5 | 2:19 | パント | — | — | — | —            | —            |
| 3 | 7:24 | 自陣26 | カウボーイズ | 6 | 7 | 3:39 | パント | — | — | — | —            | —            |
| 3 | 3:45 | 自陣42 | ドルフィンズ | 3 | 0 | 0:35 | パント | — | — | — | —            | —            |
| 3 | 3:10 | 自陣21 | カウボーイズ | 3 | 4 | 1:34 | パント | — | — | — | —            | —            |
| 3-4 | 1:36 | 自陣28 | ドルフィンズ | 6 | 21 | 4:01 | インターセプト | — | — | — | —            | —            |
| 4 | 12:35 | 敵陣9 | カウボーイズ | 3 | 9 | 0:53 | タッチダウン（パス） | 7 | Staubach→Ditka | キック成功 | 24           | 3            |
| 4 | 11:42 | 自陣23 | ドルフィンズ | 6 | 61 | 3:09 | ファンブルロスト | — | — | — | —            | —            |
| 4 | 8:33 | 自陣20 | カウボーイズ | 12 | 79 | 6:45 | ファンブルロスト | — | — | — | —            | —            |
| 4 | 1:48 | 自陣4 | ドルフィンズ | 4 | 20 | 1:48 | 試合終了 | — | — | — | —            | —            |
| P=プレー数、TOP=タイム・オブ・ポゼッション、PAT=ポイント・アフター・タッチダウン。 アメリカンフットボールの用語集 (en) も参照。 | P=プレー数、TOP=タイム・オブ・ポゼッション、PAT=ポイント・アフター・タッチダウン。 アメリカンフットボールの用語集 (en) も参照。 | P=プレー数、TOP=タイム・オブ・ポゼッション、PAT=ポイント・アフター・タッチダウン。 アメリカンフットボールの用語集 (en) も参照。 | P=プレー数、TOP=タイム・オブ・ポゼッション、PAT=ポイント・アフター・タッチダウン。 アメリカンフットボールの用語集 (en) も参照。 | P=プレー数、TOP=タイム・オブ・ポゼッション、PAT=ポイント・アフター・タッチダウン。 アメリカンフットボールの用語集 (en) も参照。 | P=プレー数、TOP=タイム・オブ・ポゼッション、PAT=ポイント・アフター・タッチダウン。 アメリカンフットボールの用語集 (en) も参照。 | P=プレー数、TOP=タイム・オブ・ポゼッション、PAT=ポイント・アフター・タッチダウン。 アメリカンフットボールの用語集 (en) も参照。 | P=プレー数、TOP=タイム・オブ・ポゼッション、PAT=ポイント・アフター・タッチダウン。 アメリカンフットボールの用語集 (en) も参照。 | P=プレー数、TOP=タイム・オブ・ポゼッション、PAT=ポイント・アフター・タッチダウン。 アメリカンフットボールの用語集 (en) も参照。 | P=プレー数、TOP=タイム・オブ・ポゼッション、PAT=ポイント・アフター・タッチダウン。 アメリカンフットボールの用語集 (en) も参照。 | P=プレー数、TOP=タイム・オブ・ポゼッション、PAT=ポイント・アフター・タッチダウン。 アメリカンフットボールの用語集 (en) も参照。 | 24           | 3            |

カウボーイズのゲームプランは、ドルフィンズの攻守の要であるポール・ウォーフィールド、ニック・ブオニコンティを無効化することであった。ウォーフィールドはコーネル・グリーンとメル・レンフロにダブルチームでマークされ、ニーランドとセンターのデイブ・マンダースの2人がブオニコンティをブロックし、ドウェイン・トーマスが走るプレーが成功した。
ドルフィンズのディフェンスはストーバックのスクランブルを止めるようデザインされており、ランニングバックをオープンにしてしまう弱点があった。
ドルフィンズがコイントスに勝って、レシーブを選んだ。両チームとも最初の攻撃ではファーストダウンを獲得できなかった。2回目の攻撃でドルフィンズのラリー・ゾンカはこの試合で初めてボールを持ち、ラリー・リトルがハーブ・アダリーをブロックしたスイーププレーで、この日最長となる12ヤードを獲得した。次のプレーでゾンカはファンブルし、チャック・ハウリーがカウボーイズ陣48ヤード地点でボールをリカバーした。ウォルト・ギャリソンのランでFG圏内に入ったが、ストーバックがジム・ライリー、ボブ・ハインツにサックされ12ヤードをロスした。その後、ストーバックからボブ・ヘイズ、トーマスへのパスでゴール前でファーストダウンを獲得した。第3ダウンでディック・アンダーソンがトーマスのTDを阻止し、マイク・クラークのFGでカウボーイズは3-0と先制した。
続くドルフィンズの攻撃では、自陣38ヤードからのプレーでグリーシーがボブ・リリー、ラリー・コール、ジェスロ・ピューからプレッシャーを受けて、リリーにサックされ、29ヤードをロスした。29ヤードロスしたプレーは、スーパーボウル記録となっている。第2Q初めにドルフィンズはハワード・トウィリーへの20ヤードのパスで敵陣42ヤードまで前進したが、ガロ・イェプレミアンの49ヤードのFGが失敗し、得点できずに終わった。
第2Q終盤、カウボーイズはランス・アルワースへの21ヤードのパス、カルビン・ヒルの3回のランで25ヤードを獲得するなど、9プレーで76ヤードを前進、アルワースへの7ヤードのTDパスで10-0とリードを広げた。
前半残り1分15秒から攻撃権を得たドルフィンズはグリーシーが3本のパスを成功させ、敵陣24ヤード地点まで44ヤードを前進させた。次のプレーでグリーシーは2ヤード地点でオープンになったウォーフィールドにパスを投げたが、グリーンが触ったボールをウォーフィールドはキャッチできず、イェプレミアンの31ヤードのFGで、カウボーイズが10-3とリードして前半は終了した。
後半カウボーイズは、試合を支配した。カウボーイズは前半効果的だったインサイドへのラン攻撃に対して、ドルフィンズの守備がアジャストしてくると予想し、アウトサイドへのランを多用した。後半最初の攻撃では、トーマスの4回のランで37ヤードを獲得、ヘイズのリバースプレーで16ヤードを獲得するなど、8プレー71ヤード（この内パスプレーは1回のみ）、最後はトーマスのスイーププレーによる3ヤードのTDランで17-3とリードを広げた。
ドルフィンズはカウボーイズ守備の前に、第3Qにファーストダウンを獲得できず、自陣42ヤード地点までしかボールを進めることができなかった。
第3Q終盤、ブリッツしてきたジェイク・スコットのヒットを受けたストーバックは負傷したが、第4Qに復帰した。
ドルフィンズは第4Q初めにフィールド中央付近まで前進したが、グリーシーからキイクへのアンダースローで投げたパスをチャック・ハウリーがインターセプトして、41ヤードをリターン、ドルフィンズの選手は近くにいなかったが、敵陣9ヤード地点でダウンした。3プレー後にストーバックからTEマイク・ディトカへの7ヤードのTDパスが決まり、残り12分で24-3となった。
ドルフィンズは続く攻撃を自陣23ヤード地点から始めて、6プレーで敵陣16ヤード地点まで前進した。しかし次のプレーでグリーシーがスナップをファンブル、左DEのラリー・コールが20ヤード地点でリカバーした。
カウボーイズは敵陣20ヤード地点での第4ダウン残り1ヤードで、フェイクFGによるパスでファーストダウンを獲得するなど、11プレーで敵陣1ヤード地点まで攻め込んだ。しかしカルビン・ヒルがボールをファンブルし、4ヤード地点でドルフィンズのDTマニー・フェルナンデスがボールをリカバーし、得点を阻止した。その後、ドルフィンズが4回のランプレーを行い、試合は終了した。
ドルフィンズのグリーシーは、ストーバックと同じ12本のパスを成功させ、15ヤード多い134ヤードを獲得したが、TDパスはなく、1インターセプトを喫した。ゾンカ、キイクは合計19回のランで80ヤードの獲得、ファンブル1回、TDなしに終わった。またメル・レンフロとクリフ・ハリス、コーネル・グリーンに厳しいマークを受けたウォーフィールドは4回のレシーブで39ヤードと抑えられた。
カウボーイズでは、トーマスが19回のランで95ヤードを獲得、1TDをあげるとともに、3回のレシーブで17ヤードを獲得した。また、ウォルト・ギャリソンが14回のランで74ヤードを走るとともに、2回のレシーブで11ヤードを獲得した。カウボーイズのオフェンスは371ヤードを獲得したが、そこにはオフェンシブラインマンの貢献もあった。ストーバックは6人の選手に12本のパスを通した。
カウボーイズは前年のスーパーボウルで敗れた後、勝利した最初のチームとなった。ドルフィンズの3点はスーパーボウル最少得点であり、スーパーボウルでタッチダウンなしに終わったチームはその後第53回スーパーボウルのラムズまで現れなかった。
ドルフィンズは翌年の第7回スーパーボウルで勝利した。この年、ドルフィンズは無敗でスーパーボウルを制覇したが、スーパーボウルを無敗で制覇したチームは他にない。
| \| 1 \| 5 \| 8 \| 2:43 \| パント \| \| 2 \| 11 \| 50 \| 7:48 \| フィールドゴール成功 \| \| 3 \| 5 \| 14 \| 2:41 \| パント \| \| 4 \| 5 \| 29 \| 2:48 \| パント \| \| 5 \| 10 \| 76 \| 5:00 \| タッチダウン（パス） \| \| 6 \| — \| — \| 0:04 \| 前半終了 \| \| 前半終了 \| \| \| \| \| \| 7 \| 8 \| 71 \| 5:17 \| タッチダウン（ラン） \| \| 8 \| 6 \| 7 \| 3:39 \| パント \| \| 9 \| 3 \| 4 \| 1:34 \| パント \| \| 10 \| 3 \| 9 \| 0:53 \| タッチダウン（パス） \| \| 11 \| 12 \| 79 \| 6:45 \| ファンブルロスト \| |          |          |      |                      |
| # | ドライブ | ドライブ | TOP  | 結果                 |
| # | プレー   | ヤード   | TOP  | 結果                 |
| 1 | 5        | 8        | 2:43 | パント               |
| 2 | 11       | 50       | 7:48 | フィールドゴール成功 |
| 3 | 5        | 14       | 2:41 | パント               |
| 4 | 5        | 29       | 2:48 | パント               |
| 5 | 10       | 76       | 5:00 | タッチダウン（パス） |
| 6 | —        | —        | 0:04 | 前半終了             |
| 前半終了 |          |          |      |                      |
| 7 | 8        | 71       | 5:17 | タッチダウン（ラン） |
| 8 | 6        | 7        | 3:39 | パント               |
| 9 | 3        | 4        | 1:34 | パント               |
| 10 | 3        | 9        | 0:53 | タッチダウン（パス） |
| 11 | 12       | 79       | 6:45 | ファンブルロスト     |

| \| 1 \| 3 \| 7 \| 2:01 \| パント \| \| 2 \| 2 \| 0 \| 1:05 \| ファンブルロスト \| \| 3 \| 3 \| -28 \| 1:39 \| パント \| \| 4 \| 6 \| 38 \| 2:00 \| 49ydフィールドゴール失敗 \| \| 5 \| 3 \| 8 \| 1:00 \| パント \| \| 6 \| 4 \| 44 \| 1:11 \| フィールドゴール成功 \| \| 前半終了 \| \| \| \| \| \| 7 \| 3 \| 5 \| 2:19 \| パント \| \| 8 \| 3 \| 0 \| 0:35 \| パント \| \| 9 \| 6 \| 21 \| 4:01 \| インターセプト \| \| 10 \| 6 \| 61 \| 3:09 \| ファンブルロスト \| \| 11 \| 4 \| 20 \| 1:48 \| 試合終了 \| |          |          |      |                          |
| # | ドライブ | ドライブ | TOP  | 結果                     |
| # | プレー   | ヤード   | TOP  | 結果                     |
| 1 | 3        | 7        | 2:01 | パント                   |
| 2 | 2        | 0        | 1:05 | ファンブルロスト         |
| 3 | 3        | -28      | 1:39 | パント                   |
| 4 | 6        | 38       | 2:00 | 49ydフィールドゴール失敗 |
| 5 | 3        | 8        | 1:00 | パント                   |
| 6 | 4        | 44       | 1:11 | フィールドゴール成功     |
| 前半終了 |          |          |      |                          |
| 7 | 3        | 5        | 2:19 | パント                   |
| 8 | 3        | 0        | 0:35 | パント                   |
| 9 | 6        | 21       | 4:01 | インターセプト           |
| 10 | 6        | 61       | 3:09 | ファンブルロスト         |
| 11 | 4        | 20       | 1:48 | 試合終了                 |

## 放送とエンターテインメント
CBSが全米中継を行い、実況をレイ・スコット、開設をパット・サマロールが担当した。チケットは売り切れたもののNFLのブラックアウトルールにより、ニューオーリンズ大都市圏での生放送は行われなかった。この試合がブラックアウトルールが適用された最後のスーパーボウルとなっている。第7回スーパーボウルはチケットが売り切れたことから、ブラックアウトを適用せず、1973年に行われたルール改正で、試合開始72時間前までにチケットが売り切れた場合はブラックアウトを行わないこととなった。
試合開始前とハーフタイムには、タイラー短大のドリルチームが登場した。アメリカ国歌を空軍士官学校のコーラスが歌った。
ハーフタイムショーはジャズシンガーのエラ・フィッツジェラルド、女優で歌手のキャロル・チャニング、トランペット奏者のアル・ハート、アメリカ海兵隊のドリルチームが前年の7月に亡くなったニューオーリンズ出身のルイ・アームストロングを称えるパフォーマンスを行った。
1970年のAFLとNFLの統合後、2度目となったこの試合では50ヤード地点にNFLのロゴが入れられた。こうした措置がとられたのは、他に第26回スーパーボウルのみである（例外として第25回スーパーボウルでは同大会のロゴが50ヤード地点に描かれた。）。
この試合の前夜、ボクシングのヘビー級世界チャンピオンのジョー・フレイジャーがニューオーリンズのスーパードーム建設地からおよそ1マイルのコンベンションセンターで、テリー・ダニエルズと戦い、4Rでノックアウト勝ちをしている。
映画、『Where the Buffalo Roam』の中で描かれる。映画の中ではチューレーン・スタジアムではなく、第7回スーパーボウルが開催されたロサンゼルス・メモリアル・コロシアムが舞台となっている。

## スターティングラインアップ
| カウボーイズ                           | ポジション | ドルフィンズ                           |
| -------------------------------------- | ---------- | -------------------------------------- |
| オフェンス                             |            |                                        |
| ボブ・ヘイズ Bob Hayes                 | WR         | ポール・ウォーフィールド Paul Warfield |
| トニー・リスシオ Tony Liscio           | LT         | ダグ・クルサン Doug Crusan             |
| ジョン・ニーランド John Niland         | LG         | ボブ・クーチェンバーグ Bob Kuechenberg |
| デイブ・マンダース Dave Manders        | C          | ボブ・デマルコ Bob DeMarco             |
| ブレイン・ナイ Blaine Nye              | RG         | ラリー・リトル Larry Little            |
| レイフィールド・ライト Rayfield Wright | RT         | ノーム・エバンズ Norm Evans            |
| マイク・ディトカ Mike Ditka            | TE         | マーブ・フレミング Marv Fleming        |
| ランス・アルワース Lance Alworth       | WR         | ハワード・トゥウィリー Howard Twilley  |
| ロジャー・ストーバック Roger Staubach  | QB         | ボブ・グリーシー Bob Griese            |
| ウォルト・ギャリソン Walt Garrison     | FB         | ラリー・ゾンカ Larry Csonka            |
| ドウェイン・トーマス Duane Thomas      | RB         | ジム・キイク Jim Kiick                 |
| ディフェンス                           |            |                                        |
| ラリー・コール Larry Cole              | LE         | ジム・ライリー Jim Riley               |
| ジェスロ・ピュー Jethro Pugh           | LDT        | マニー・フェルナンデス Manny Fernandez |
| ボブ・リリー Bob Lilly                 | RDT        | ボブ・ハインツ Bob Heinz               |
| ジョージ・アンドリー George Andrie     | RDE        | ビル・スタンフィル Bill Stanfill       |
| デイブ・エドワーズ Dave Edwards        | LOLB       | ダグ・スウィフト Doug Swift            |
| リー・ロイ・ジョーダン Lee Roy Jordan  | MLB        | ニック・ブオニコンティ Nick Buoniconti |
| チャック・ハウリー Chuck Howley        | ROLB       | マイク・コーレン Mike Kolen            |
| ハーブ・アダリー Herb Adderley         | LCB        | ティム・フォーリー Tim Foley           |
| メル・レンフロ Mel Renfro              | RCB        | カーティス・ジョンソン Curtis Johnson  |
| コーネル・グリーン Cornell Green       | SS         | ディック・アンダーソン Dick Anderson   |
| クリフ・ハリス Cliff Harris            | FS         | ジェイク・スコット Jake Scott          |
| スペシャルチーム                       |            |                                        |
| マイク・クラーク Mike Clark            | K          | ガロ・イェプレミアン Garo Yepremian    |
| ロン・ウィドビー Ron Widby             | P          | ラリー・シープル Larry Seiple          |
| ヘッドコーチ                           |            |                                        |
| トム・ランドリー Tom Landry            |            | ドン・シュラ Don Shula                 |

## トーナメント表
| |                                     |                       |                                       |                                 |                                |                     |                     |  |  |  |  |  |
| |                                     |                       | ディビジョナルプレイオフ              |                                 |                                |                     |                     |  |  |  |  |  |
| |                                     |                       | 12月26日 キャンドルスティック・パーク |                                 |                                |                     |                     |  |  |  |  |  |
| | NFCチャンピオンシップ               |                       |                                       |                                 |                                |                     |                     |  |  |  |  |  |
| | レッドスキンズ                      | 20                    |                                       |                                 |                                |                     |                     |  |  |  |  |  |
| | レッドスキンズ                      | 20                    | 1月2日 テキサス・スタジアム           |                                 |                                |                     |                     |  |  |  |  |  |
| | 49ers                               | 24                    |                                       |                                 |                                |                     |                     |  |  |  |  |  |
| | 49ers                               | 24                    | 49ers                                 | 3                               |                                |                     |                     |  |  |  |  |  |
| | 12月25日 メトロポリタン・スタジアム |                       | 49ers                                 | 3                               |                                |                     |                     |  |  |  |  |  |
| |                                     |                       | カウボーイズ                          | 14                              |                                | 第6回スーパーボウル | 第6回スーパーボウル |  |  |  |  |  |
| | カウボーイズ                        | 20                    | カウボーイズ                          | 14                              |                                | 第6回スーパーボウル | 第6回スーパーボウル |  |  |  |  |  |
| | カウボーイズ                        | 20                    |                                       |                                 | 1月16日 テュレーン・スタジアム |                     |                     |  |  |  |  |  |
| | バイキングス                        | 12                    |                                       |                                 |                                |                     |                     |  |  |  |  |  |
| | バイキングス                        | 12                    | カウボーイズ                          | 24                              |                                |                     |                     |  |  |  |  |  |
| | 12月26日 クリーブランド・スタジアム |                       | カウボーイズ                          | 24                              |                                |                     |                     |  |  |  |  |  |
| | AFCチャンピオンシップ               | AFCチャンピオンシップ |                                       | ドルフィンズ                    | 3                              |                     |                     |  |  |  |  |  |
| | AFCチャンピオンシップ               | AFCチャンピオンシップ | コルツ                                | ドルフィンズ                    | 3                              | 20                  |                     |  |  |  |  |  |
| |                                     |                       | コルツ                                | 1月2日 マイアミ・オレンジボウル |                                | 20                  |                     |  |  |  |  |  |
| | ブラウンズ                          | 3                     |                                       |                                 |                                |                     |                     |  |  |  |  |  |
| | ブラウンズ                          | 3                     | コルツ                                | 0                               |                                |                     |                     |  |  |  |  |  |
| | 12月25日 ミュニシパル・スタジアム   |                       | コルツ                                | 0                               |                                |                     |                     |  |  |  |  |  |
| |                                     |                       | ドルフィンズ                          | 21                              |                                |                     |                     |  |  |  |  |  |
| | ドルフィンズ                        | 27**                  | ドルフィンズ                          | 21                              |                                |                     |                     |  |  |  |  |  |
| | ドルフィンズ                        | 27**                  |                                       |                                 |                                |                     |                     |  |  |  |  |  |
| | チーフス                            | 24                    |                                       |                                 |                                |                     |                     |  |  |  |  |  |
| | チーフス                            | 24                    |                                       |                                 |                                |                     |                     |  |  |  |  |  |
| - 同地区のチームが対戦しないように、ディヴィジョナルプレイオフの試合は組まれている。 - いずれのホームで開催するかについては現行のシード順ではなく、毎年のローテーションで決定されていた。 |                                     |                       |                                       |                                 |                                |                     |                     |  |  |  |  |  |